# Nordendorf
Nordendorf là một đô thị ở huyện Augsburg bang Bavaria nước Đức. Đô thị Nordendorf có diện tích 7,51 km², dân số thời điểm ngày 31 tháng 12 năm 2006 là 2271 người.